# 杰他他勇舞传
《舞勇傳杰他他》是一部由日本漫畫家衛藤浩幸（日語：衛藤ヒロユキ）於免費線上期刊《GANGAN ONLINE》上連載的漫畫作品，是《咕嚕咕嚕魔法陣》的外傳。各話標題均以「第○蓑」表示。
另外，該作是《GANGAN ONLINE》首批被印製成單行本發售的十一部作品之一、以及是其連載網站二週年紀念活動的主打作品之一。

## 角色

### 主要角色
吉他吉他老伯(キタキタおやじ)
本名艾特柏傑·安德魯(TVB譯：雅度柏·艾爾圖)。上身赤裸、下身著草裙的禿頭老伯，特點是腳毛長。曾是杰他他村的村長，惟一的絕技是跳杰他他舞。經常纏著仁傑和歌莉，四處尋找傳人。可惜因形象問題，普通人已經避之則吉，根本沒有人願意學。惟一的用處是作為主角的擋箭牌。
七奇(チキ)
13歲，男，克萊姆村居民，雙親被妖怪殺死。把封印了的杰他他老伯再次召喚出來，後來和杰他他老伯踏上了成為勇者的旅途。
露塔(ルータ / ルウ)
13歲，女，最近城公主，喜歡梅克梅克並飼養許多在房裡，似乎偏好可疑的東西所以初期也跟著跳吉他吉他舞，雙親被嘎嘎魯變成石頭，為了解除詛咒而和七奇一行人踏上旅途，在隊伍中擔任魔法使。